# Грек Зорба (фільм)
«Грек Зорба» (англ. Zorba the Greek, грец. Αλέξης Ζορμπάς) — художній фільм, знятий 1964 року за однойменним романом грецького письменника Нікоса Казандзакіса. Мелодія, що супроводжує «грецький» танець сиртакі, який Зорба та Безіл виконують у фіналі стрічки, написана Мікісом Теодоракісом спеціально для цього фільму і раніше не була відома в Греції.

## Сюжет
Молодий англієць Безіл отримує у спадок ділянку землі та шахту на острові Крит, де стикається з жорстоким норовом місцевих жителів, і лише дружба з життєрадісним та винахідливим греком Зорбою дозволяє йому подолати усі проблеми. Щойно дізнавшись про те, що втратив усі свої статки, Безіл просить Зорбу навчити його танцювати — вони танцюють сиртакі.

## Актори
- Ентоні Квінн — Зорба
- Алан Бейтс — Безіл
- Ірині Паппа — вдова
- Ліля Кедрова — мадам Гортензія
- Елені Анусакі — Лола
- Йоргос Фунтас

## Нагороди Оскар
Фільм «Грек Зорба» 1965 року отримав три нагороди Оскар у наступних номінаціях:
- «Найкраща робота оператора» — Волтер Лассалі.
- «Найкраща робота художника» — Васіліс Фотопулос.
- «Найкраща жіноча роль другого плану» — Ліля Кедрова.